# Adriana Dadciová
Adriana Dadci (provd. Smoliniec), (* 9. dubna 1979 Gdyně, Polsko) je bývalá reprezentantka Polska v judu. Její otec je původem z Alžírska.

## Sportovní kariéra
S judem začala v 8 letech v Gdaňsku. Její trenérem byl Radoslaw Laskowski. V roce 2000 se ještě na olympijské hry v Sydney nekvalifikovala, ale v dalším olympijské cyklu patřila mezi nejlepší judistky Evropy. Přípravu na olympijskou sezonu 2004 měla výbornou, ale na mistrovství Evropy si ve druhém kole proti Ukrajince Pryščepové poranila koleno. Tréninkový výpadek se nakonec projevil na olympijských hrách v Athénách, kdy nedokázala udržet náskok na wazari proti Češce Pokorné a vypadla v prvním kole. Zranění v přípravě jí od té doby provázely neustále. V průběhu roku 2007 se rozhodla ukončit sportovní kariéru a věnovat se mateřským povinnostem.

## Výsledky
| Turnaj             | 1995         | 1996         | 1997         | 1998         | 1999         | 2000         | 2001         | 2002         | 2003         | 2004         | 2005         |              |
| Turnaj             | 16           | 17           | 18           | 19           | 20           | 21           | 22           | 23           | 24           | 25           | 26           |              |
| Turnaj             | střední váha | střední váha | střední váha | střední váha | střední váha | střední váha | střední váha | střední váha | střední váha | střední váha | střední váha | střední váha |
| ------------------ | ------------ | ------------ | ------------ | ------------ | ------------ | ------------ | ------------ | ------------ | ------------ | ------------ | ------------ | ------------ |
| Olympijské hry     |              | —            |              |              |              | —            |              |              |              | úč.          |              |              |
| Mistrovství světa  | —            |              | —            |              | úč.          |              | úč.          |              | úč.          |              | úč.          |              |
| Mistrovství Evropy | —            | —            | —            | —            | úč.          | —            | 3.           | 1.           | 7.           | úč.          | —            |              |
| MS juniorů         |              | úč.          |              | 5.           |              |              |              |              |              |              |              |              |
| ME juniorů         | úč.          | 3.           | 5.           | 3.           |              |              |              |              |              |              |              |              |